# 库米拉专区
库米拉专区（英语：Comilla Division）是孟加拉国規劃中的一个专区，為目前吉大港專區的西北部。该专区將包括婆羅門巴里亞縣、庫米拉縣、堅德布爾縣、諾阿卡利縣、費尼縣及羅基布爾縣，首府是库米拉市。
其覆盖地区面积12,848.53 km2（4,960.85 sq mi），2011年总人口为16,708,000人。